# Cinquefoil Mountain
Cinquefoil Mountain är ett berg i Kanada.   Det ligger i provinsen Alberta, i den centrala delen av landet, 3 100 km väster om huvudstaden Ottawa. Toppen på Cinquefoil Mountain är 1 816 meter över havet. Cinquefoil Mountain ingår i Jacques Range.
Terrängen runt Cinquefoil Mountain är bergig åt sydväst, men åt nordost är den kuperad. Trakten runt Cinquefoil Mountain är nära nog obefolkad, med mindre än två invånare per kvadratkilometer.. Närmaste större samhälle är Jasper Park Lodge, 18,5 km söder om Cinquefoil Mountain.
I omgivningarna runt Cinquefoil Mountain växer i huvudsak barrskog.